# Grammonota pergrata
Grammonota pergrata là một loài nhện trong họ Linyphiidae.
Loài này thuộc chi Grammonota. Grammonota pergrata được Octavius Pickard-Cambridge miêu tả năm 1894.